# Scott Wood
Scott Wood, (nacido el 21 de junio de 1990 en Marion, Indiana) es un jugador de baloncesto estadounidense que pertenece a la plantilla del Baloncesto Fuenlabrada de la Liga ACB. Con 1.98 de estatura, su puesto natural en la cancha es el de alero aunque puede jugar de escolta.

## Trayectoria
En la temporada 2010-2011 logró una media de 9,7 puntos y 2,6 rebotes, en la 2011-2012 12,4 puntos y 2,3 rebotes.
En la temporada 2012/13 consiguió batir el récord de triples en la historia de North Carolina State convirtiendo 104 (275 totales en su etapa universitaria), disputado 35 partidos con una media de 34 minutos disputados por encuentro, logrando 12,6 puntos, 2,9 rebotes y 1,1 asistencias. Pero lo que verdaderamente destaca son los porcentajes: 41,5% en tiros de dos, 44,1% en tiros de tres y un asombroso 91,4% en tiros libres.
En sus tres temporadas en la NCAA, ha ido mejorando ostensiblemente sus números.
Para la temporada 2013-14 ficha por el UCAM Murcia,  es la apuesta para el tiro exterior para suplir la baja de Matt Gattens que se fue al Khimik de Ucrania a principio de verano. En el club murciano se convierte en uno de los mejores lanzadores de tres puntos de dicha competición.
En la temporada 2016-17 se une a la pretemporada de los Warriors, de la NBA, con un contrato semi-garantizado.
Wood jugó tres temporadas en el UCAM Murcia entre 2013 y 2016, donde destacó por ser un consumado tirador de triples, con un porcentaje de acierto superior al 40 % desde la línea de 6,75 metros.
Más tarde, el jugador se marcharía a su país para jugar en las filas del Santa Cruz Warriors, hasta que la temporada siguiente regresaría a Europa para jugar una temporada en las filas del Pınar Karşıyaka.
Comenzaría la temporada 2018-2019 en las filas del BCM Gravelines y más tarde, se marcharía al KK Budućnost Podgorica de Montenegro, con el rescindió su contrato en octubre de 2019.
En diciembre de 2019, regresa a España para reforzar durante dos meses la plantilla de Montakit Fuenlabrada para suplir la baja de Karvel Anderson.